# Bijeljinamassakern
Bijeljinamassakern var de mord på civila bosnier som utfördes av den serbiska paramilitära gruppen Arkans tigrar under Bosnienkriget. Ett antal serber som försökte ingripa och förhindra massakern föll också offer för förbandet och minst 48 civila dödades. Så sent som 2008 hade ännu inte någon anmälan om krigsförbrytelser i samband med massakern lämnast till det lokala rättsväsendet.  RDC (Forsknings- och Dokumentationscentret) i Sarajevo hävdar att ca 1040 människor ska ha dödats.

## Bakgrund
Förbandet Arkans tigrar, som stod under befäl av Jugoslaviska folkets armé, JNA, intog Bijeljina 1 april 1992. President Alija Izetbegovic sanktionerade JNA:s ockupation av Bijeljina och varnade dem för att hindra förbandets insats mot bosniakiska civila.
Fotojournalisten Ron Haviv, som var inbjuden av förbandets chef Željko Ražnatović, blev ögonvittne till händeserna. Ett av hans fotografier, med titeln "Arkans milisman sparkar en döende kvinna", publicerades och fick Ražnatović att hota Haviv till livet.